# Saint-Aubin-le-Monial
 Saint-Aubin-le-Monial  là một xã ở tỉnh Allier thuộc miền trung nước Pháp.